# Pain de Sucre
Pain de Sucre (en malgache: Saupari Dunghar) es una isla rocosa de origen volcánico, situada en la bahía Andovobazaha (baie Andovobazaha) también llamada "bahía de los franceses" (baie des Français), que es la parte más meridional de la bahía Diego Suárez, al norte del país africano de Madagascar.
Depende de la región de Diana, en la provincia de Diego Suárez.
Considerado un lugar sagrado, las ceremonias tradicionales siguen siendo practicadas con regularidad. Su nombre francés Pain de Sucre, es una expresión que quiere decir Pan de Azúcar.